# Mario Pezzotta
Mario Pezzotta (Alzano Lombardo, 25 dicembre 1920 – Bollate, 9 febbraio 2004) è stato un trombonista e compositore italiano.

## Biografia
Mario Pezzotta, uno dei più noti trombonisti italiani, iniziò suonando a otto anni il bombardino (in duo con il fratello, che suonava invece il basso tuba) dopo aver conosciuto il maestro di banda napoletano Francesco Bonomo, grazie al quale decise di iscriversi al Conservatorio. Dopo essere stato fra i componenti di un complessino di internati italiani in Svizzera durante la guerra, esordì nel 1945, dopo essersi accostato al trombone in seguito alla sua passione per il jazz (ed in particolare per lo swing di Glenn Miller e Tommy Dorsey), nell'Orchestra del Momento diretta da Aldo Rossi, che si esibiva nella Taverna Ferrario di Milano.
Lì venne notato da Gorni Kramer, che gli propose l'ingresso nel suo complesso, in cui Pezzotta suonò dal vivo, anche in numerose trasmissioni radiofoniche. Pezzotta rimase con Kramer fino al 1950, quando formò un suo quintetto specializzato nel dixieland, che si esibì in alcuni noti locali milanesi (come l'Arethusa e il Santa Tecla) e che era costituito da Enrico Cuomo alla batteria, Ubaldo Beduschi al contrabbasso (alternato con Antonio De Serio), Giuseppe Alù alla tromba, Lorenzo Nardini al clarinetto e al sassofono ed Eraldo Romanoni al pianoforte.
Nello stesso periodo Pezzotta collaborò con la Big Band di Armando Trovajoli, con l'orchestra del maestro Cinico Angelini e con l'ottetto formato da Oscar Valdambrini e Gianni Basso, incidendo per molte etichette (come la Meazzi, la Fonit e la Durium), apparendo anche in alcune trasmissioni televisive come Alta fedeltà, Leggerissimo, Buone Vacanze; suonò inoltre nell'orchestra di Felix Cameroni.

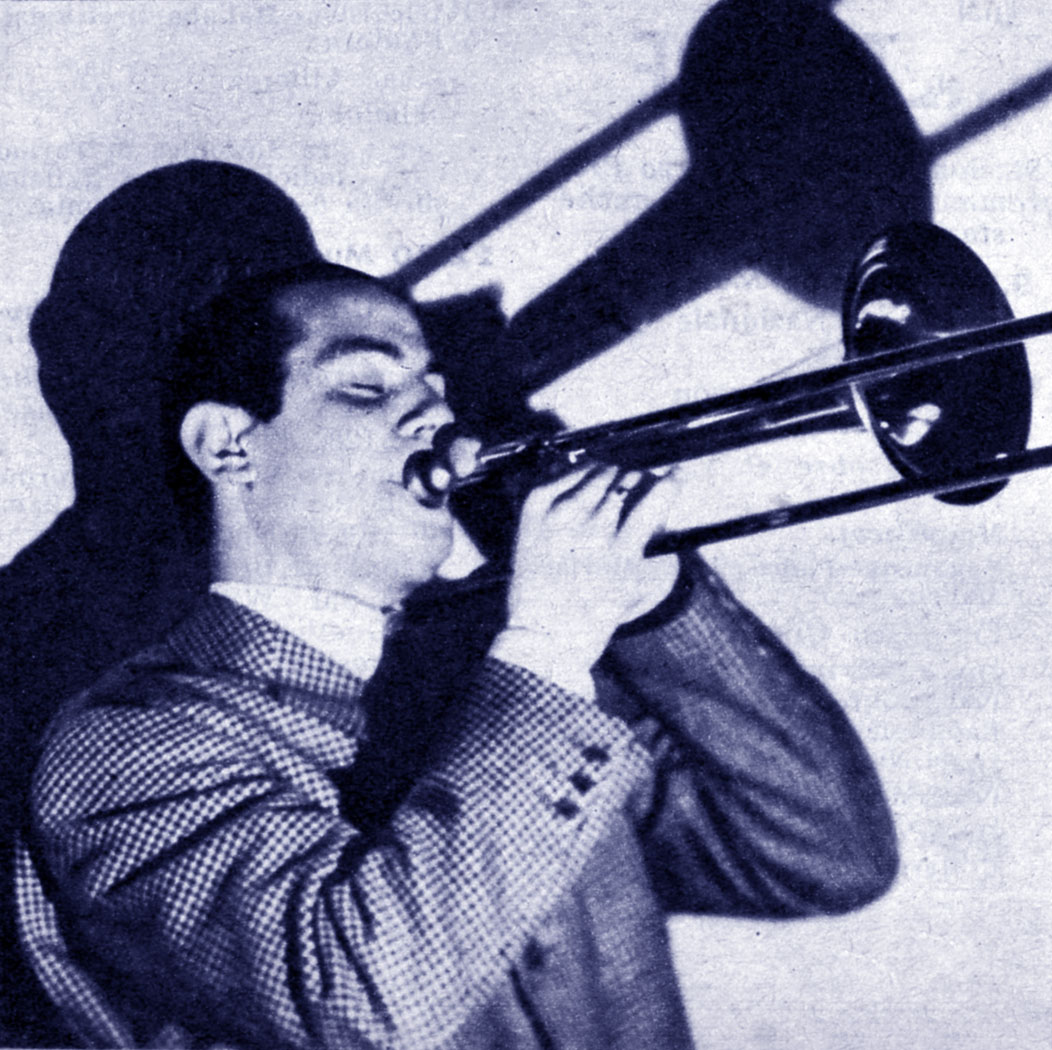
Mario Pezzotta nel 1963

Con Angelini inoltre partecipò a molte incisioni di dischi di musica leggera, tra cui molti di Nilla Pizzi (suo, ad esempio, il trombone in Papaveri e papere e di Mario Bosi la voce di Paperino, al Festival di Sanremo del 1952), e a varie edizioni del Festival di Sanremo.
Dal 1963 al 1965 collaborò con l'orchestra di Ely Neri (con Adriano Renna alla tromba, i fratelli Andrea Fabbri al canto ed al basso e Africo Fabbri alle chitarre, Enzo Costantini al pianoforte e lo stesso Neri al sax); accompagnò inoltre, sia su disco che dal vivo, Noris De Stefani.
Nei decenni successivi continuò l'attività, collaborando anche con l'Orchestra del Teatro alla Scala (come Primo Trombone) e con l'Orchestra Sinfonica di Milano della RAI, di cui farà parte fino al 1980, diventando anche insegnante al Conservatorio di Verona; continuò però ad incidere per la Vedette e per altre etichette e ad esibirsi dal vivo con il suo quintetto, formato con musicisti provenienti dall'Orchestra Ritmica della Rai (Franco Campioni alla batteria, Carlo Milano al contrabbasso, Lorenzo Nardini al clarinetto e sax, Emilio Soana alla tromba ed Ettore Righello al pianoforte).
Nel 1975 è il principale fautore della trasformazione della Banda Cittadina di Verona in Banda Ritmo-Sinfonica "Città di Verona": rinnova completamente organico e genere, portando a Verona il genere afro-americano ancora poco conosciuto. Questa sua attività, dal 1975 al 1984, ha probabilmente portato ad uno sviluppo musicale, che è riscontrabile nel fatto che Verona conta almeno 6 big band cittadine, più altre nella provincia.
Durante la sua attività nella Banda Ritmo-Sinfonica Città di Verona ha sempre avuto al suo fianco l'amico Renzo Nardini, che proseguirà la direzione nel 1984, trasformando il complesso in Big Band Ritmo-Sinfonica "Città di Verona" (www.bigband.vr.it). Dal 1995 il gruppo è diretto da Marco Pasetto.
Nel 1990, a causa di alcuni problemi di salute legati alla malattia di Alzheimer (che lo portò poi alla morte), fu costretto a ritirarsi dall'attività.
Alcuni colleghi gli hanno dedicato dei brani, come Oscar Valdambrini con When The Angel Listen To Mario ed Eraldo Romanoni con Pezzottando in swing.

## Discografia parziale

### 33 giri
- 1957 - Seconda raccolta (Durium, ms A 585; pubblicato come Mario Pezzotta e la sua orchestra)
- 1960 - Buone vacanze con Mario Pezzotta (Fonit, LP 20013; pubblicato come Mario Pezzotta e i suoi solisti)
- 1961 - Mario Pezzotta e i suoi solisti (Fonit, LP 20017; pubblicato come Mario Pezzotta e i suoi solisti)
- 1963 - In giro per i night clubs n° 3 - Arethusa club (Durium, ms A 77065; pubblicato come Mario Pezzotta e i suoi solisti)
- 1966 - Mario Pezzotta (Meazzi, BW 04037)
- 1966 - Mario Pezzotta (Meazzi, MLX 04037)
- 1967 - Shake shake shake (Meazzi, BW 04039)
- 1968 - Arrivederci Italia (Kansas, LP 1)
- 1970 - A Basin street (Phase 6 Super Stereo, VPAS 875)
- 1973 - Serenata a Vallechiara (Phase 6 Super Stereo, VPAS 902)
- 1975 - Sophisticated lady (Phase 6 Super Stereo, VPAS 937)
- 1976 - Satanic blues (Phase 6 Super Stereo, VPAS 940)

### EP
- 1957 - Peg of my heart/Dixie parade/Solitude/Oriental riff (Fonit, EP 4136)
- 1960 - Armstrong/When you're smiling/Se tu vorrai/Nuances (Fonit Cetra, EP 4371; pubblicato come Mario Pezzotta e i suoi solisti)
- 1960 - Ogni giorno, ogni ora/The millionaire/Poinciana/Cha cha cha flamenco (Fonit Cetra, EP 4377; pubblicato come Mario Pezzotta e i suoi solisti)
- 1961 - Baci a gogò/Wabash blues/Il ballo del taglialegna/Mood indigo (Fonit Cetra, EP 4385; pubblicato come Mario Pezzotta e i suoi solisti)
- 1961 - Whispering/Caravan/Che risate/Neve al chiaro di luna (Fonit Cetra, EP 4399; pubblicato come Mario Pezzotta e i suoi solisti)
- 22 giugno 1961 - High society/Muskat ramble/Combo tag/12th. street rag (Fonit Cetra, EP 4401; pubblicato come Mario Pezzotta e i suoi solisti)

### 45 giri
- 1957 - Wabash blues/Boogie mood (Durium, Ld M 6156)
- 1958 - Fascination/Around The World (Durium, Ld M 6197)
- 1958 - Le tue mani/Solitudine (Durium, Ld M 6324)
- 9 dicembre 1958: Un certo sorriso/Selvaggio è il vento (Durium, Ld M 6453; pubblicato come Mario Pezzotta e i quattro tromboni)
- 20 aprile 1959 - Patricia/Matilda, Matilda! (Durium, Ld M 6556; pubblicato come Mario Pezzotta e la sua orchestra)
- 1959 - Felicidade/La Canzone di Orfeo (Durium, Ld M 6642)
- 11 settembre 1959: Blues song/Ochum (Durium, Ld M 6643; pubblicato come Mario Pezzotta e la sua orchestra)
- 1959 - Charleston/Yes sir....(Lola) (Durium, Ld M 6710)
- 1960 - Baci a gogò/Marcia dei gladiatori (Fonit Cetra, SP 30850)
- 1960 - C'è una casetta piccina/Nessuno al mondo (Fonit Cetra, SP 30875; con Nino Impallomeni)
- 1962 - Bacio per bacio/Du Wada Du (Fonit Cetra, SP 31034)
- 1962 - Vecchio jazz di Broadway/La ballata del trombone (Fonit Cetra, SP 31071)
- 1963 - Scherzo in blues/Blues sentimentale (Fonit Cetra, SP 31116)
- 14 dicembre 1964: Blue Skies/Eco di blues (Meazzi, MX 5014)